# Acantheremus tenuis
Acantheremus tenuis is een rechtvleugelig insect uit de familie sabelsprinkhanen (Tettigoniidae). De wetenschappelijke naam van deze soort is voor het eerst geldig gepubliceerd in 1997 door Naskrecki.